# 酔拳3
『酔拳3』（原題：酔拳3、英題：Drunken Master III）は1994年に製作された香港映画。出演はアンディ・ラウ。監督はラウ・カーリョン。

## 概要
清朝末期の中国を舞台に、魔術により政権支配をもくろむ集団との戦いを描いた作品。前作『酔拳2』との関連は無い。
ジャッキー・チェン主演の『酔拳2』と同じ年に、同作の監督を途中降板したラウ・カーリョンが監督を務めていることから、同作の出来に不満を抱いたカーリョンが、自身を実質上の主役に据えて製作したとも言われる映画であるが、実際には頼まれて途中から監督を引き受けたものの出演者のスケジュール調整がつかず、自身の出番を増やさざるを得なかったことが真相とされている。

## スタッフ
- 監督・武術指導：ラウ・カーリョン
- 製作総指揮：ファニー・チャン
- 製作：クリス・リー
- 脚本：シウ・ウィン
- 音楽 マク・チュン・ハン

## 出演
- アンディ・ラウ
- ミッシェル・リー
- ウィリー・クワイ
- サイモン・ヤム
- ラウ・カーリョン
- アダム・チェン
- ゴードン・リュー (リュー・チャーフィー)
- ウィリアム・ホー
- ブラッドリー・ジェームズ・アラン